# الجمعية الرياضية للجيش الوطني الموريتاني
الجمعية الرياضية للجيش الوطني الموريتاني هو نادي كرة قدم موريتاني مقره في تجكجة عاصمة إقليم تاكانت، تأسس عام 1960. يلعب النادي في الدوري الموريتاني الممتاز. الملعب الرسمي للنادي هو الملعب الأولمبي في نواكشوط والذي يتسع إلى 40000 متفرج.